# Rize of the Fenix
| Críticas profissionais | Críticas profissionais |
| Avaliações da crítica  | Avaliações da crítica  |
| Fonte                  | Avaliação              |
| ---------------------- | ---------------------- |
| allmusic               | [ 1 ]                  |

Rize of the Fenix é o terceiro álbum de estúdio da banda americana de comédia rock Tenacious D. O álbum foi produzido por John Kimbrough. Foi lançado na América do Norte em 15 de maio de 2012 pela Columbia Records. Além de membros da banda, Jack Black e Kyle Gass, o álbum também marca o retorno de John Konesky (guitarra), John Spiker (baixo) e Dave Grohl (bateria), que tinham realizado participações em álbuns anteriores do Tenacious D.

## Faixas
| N.º | Título                                           | Compositor(es)                        | Duração |  |
| 1.  | "Rize of the Fenix"                              | Jack Black, Kyle Gass, John Kimbrough | 5:53    |  |
| 2.  | "Low Hangin' Fruit"                              | Black, Gass                           | 2:31    |  |
| 3.  | "Classical Teacher" (Skit)                       | Black, Gass, J. D. Ryznar             | 3:23    |  |
| 4.  | "Señorita"                                       | Black, Gass, Kimbrough                | 3:08    |  |
| 5.  | "Deth Starr"                                     | Black, Gass                           | 4:46    |  |
| 6.  | "Roadie"                                         | Black, Gass                           | 2:58    |  |
| 7.  | "Flutes & Trombones" (Skit)                      | Black, Gass, Bob Odenkirk             | 1:28    |  |
| 8.  | "The Ballad of Hollywood Jack and the Rage Kage" | Black, Gass                           | 5:05    |  |
| 9.  | "Throw Down"                                     | Black, Gass                           | 2:56    |  |
| 10. | "Rock Is Dead"                                   | Black, Gass                           | 1:44    |  |
| 11. | "They Fucked Our Asses"                          | Black, Gass                           | 1:08    |  |
| 12. | "To Be the Best"                                 | Black, Gass                           | 1:00    |  |
| 13. | "39"                                             | Black, Gass                           | 5:16    |  |

## Créditos
- Jack Black -- vocal e violão
- Kyle Gass -- violão e vocal de apoio
- John Konesky -- guitarra
- John Spiker -- baixo e piano
- Dave Grohl -- bateria